# Pete Williams
Robert Eric Williams, detto Pete (Los Angeles, 7 luglio 1963), è un ex cestista statunitense, professionista nella NBA.

## Carriera
È stato selezionato dai Denver Nuggets al quarto giro del Draft NBA 1985 (89ª scelta assoluta).

## Palmarès
- Campionato turco: 2

Galatasaray: 1989-90
Ülkerspor: 1994-95